# アントラニル酸メチル
アントラニル酸メチルは、MA、メチル 2-アミノベンゾエート、またはカルボメトキシアニリンとしても知られているアントラニル酸エステルの一つである。化学式は C8H9NO2である。この化合物はフルーティーなブドウの香りがあり、その主な用途の一つは着香料である。

## 性質
アントラニル酸メチルは無色から淡黄色の液体で、凝固点は 24 °C、沸点は 256 °C、密度は20 °Cで 1.168 g/cm3である。屈折率は 20 °C 波長589 nmで 1.583 である。青紫色の蛍光を示す。水にはほとんど溶けず、エタノールとプロピレングリコールに溶ける。パラフィンオイルには溶けない。可燃性であり、引火点は 104 °C である。無希釈ではフルーティーな香りがある。 25ppm ではカビ臭とベリー様のニュアンスを伴った、甘い、コンコード種のブドウ様の香りがある。

## 用途
アントラニル酸メチルには鳥忌避剤の効力がある。食品グレードで、トウモロコシ、ヒマワリ、米、果物、ゴルフコースの保護に使用できる。アントラニル酸ジメチル (DMA)(訳者注：N-メチルアントラニル酸メチルのこと) にも同様の効果がある。クール・エイド (アメリカの粉末ジュース) のブドウのフレーバーにも使われている。また、 キャンディー、ソフトドリンク (グレープソーダなど)、フルーツ (Grāpplesなど)、チューインガム、医薬品、ニコチン製品のフレーバーに使用される。
アントラニル酸メチルは、さまざまな天然精油の成分として、また合成アロマケミカルとして、現代の香水で広く使用されている。また、アルデヒドを使用してシッフ塩基を生成するためにも使用され、その多くは香水にも使用される。 香水の分野では、最も一般的なシッフ塩基は、アントラニル酸メチルとヒドロキシシトロネラールを組み合わせて生成されるオーランティオール (aurantiol) として知られている。

## 天然物中の存在
アントラニル酸メチルは、次のような天然物中に存在する。コンコード種のブドウやその他のラブルスカ種のブドウとその雑種、ベルガモット、ニセアカシア、チャンパック (champak)、ガーデニア、ジャスミン、レモン、マンダリンオレンジ、ネロリ、オレンジ、ルーオイル、ストロベリー、チューベローズ、藤、ガランガル、イランイラン。 また、酢酸エチルや酪酸エチルとともに、リンゴの必須フレーバーの主成分でもある。